# کریم احمدی
کریم احمدی (زادهٔ ۱۵ دی ۱۳۶۴ -اردبیل یک بازیکن فوتبال اهل ایران است.
از باشگاه‌هایی که در آن بازی کرده‌است می‌توان به باشگاه فوتبال پدیده خراسان، باشگاه فوتبال راهیان کرمانشاه، باشگاه فوتبال مس رفسنجان، باشگاه فوتبال سیاه‌جامگان و باشگاه فوتبال بادران اشاره کرد.